# Revenge - Vendetta
Revenge - Vendetta (Revenge) è un film del 1990, diretto da Tony Scott e tratto da un racconto di Jim Harrison.

## Trama
Jay Cochran, pilota di caccia e veterano del Vietnam, si congeda dalla Marina e raggiunge il suo amico Tiburon Tibey Mendez, il quale gli deve la vita, che lo ha invitato a trascorrere un periodo di relax e di caccia presso la sua proprietà a Puerto Vallarta, in Messico.
Arrivato alla villa faraonica e piena di guardie del corpo dell'amico che, in realtà, è un potente boss (patrón) locale (tiburon in spagnolo vuol dire "squalo") Jay conosce Mireya, la giovane e bellissima moglie di Tiburon. Galeotto un libro di poesie di Federico García Lorca, tra i due nasce una passione incontrollabile. Ma è un rapporto mortalmente pericoloso e impossibile, che suscita in Jay un forte senso di colpa.
Quando il boss scopre il tradimento, la vendetta sarà tremenda e spietata. Tiburon raduna i suoi scagnozzi per un'irruzione notturna nell'abitazione isolata in cui si trovavano Jay e Mireya, Jay viene massacrato di percosse mentre Mireya viene sfregiata in volto e consegnata ad un bordello con l'ordine di concederla a chiunque ed obbligata, almeno inizialmente, ad assumere eroina. In seguito Jay, a stento sopravvissuto al brutale pestaggio, viene incidentalmente ritrovato da uno sconosciuto che lo cura e riesce a guarirlo completamente. Jay si metterà allora alla  ricerca di Mireya durante la quale, uno dopo l'altro, ucciderà tutti coloro che avevano preso parte al suo pestaggio, fino ad arrivare a minacciare di morte lo stesso Tiburon Mendez, col quale però, all'ultimo momento, si rappacificherà. Alla fine, Jay riuscirà a ritrovare Mireya, ormai moribonda, in un monastero anche se, poco dopo il loro ricongiungimento, Mireya spirerà tra le sue braccia dichiarandogli nuovamente il suo amore con l'ultimo respiro della sua vita.

## Produzione e incassi
Il film, molto curato sotto l'aspetto della fotografia, è stato girato interamente in Messico, a Durango e Puerto Vallarta, nei luoghi dove la pellicola è ambientata, tra il 19 settembre e il 14 dicembre 1988. Uscito negli Usa il 16 febbraio 1990, il film racimolò appena 16 milioni di dollari. In Italia uscì nei cinema dal 31 agosto 1990. Terminate le riprese, Kevin Costner avviò nel 1989 la produzione di Balla coi lupi, film che lo vide regista e interprete.

## Curiosità
Inizialmente il ruolo di Mireya era stato proposto ad Elena Sofia Ricci, che rifiutò. La parte andò in seguito a Madeleine Stowe.
Mireya, il nome della protagonista, è anche il nome della madre della Stowe, Mireya Mora Steinvorth.